# Metastelma filiforme
Metastelma filiforme là một loài thực vật có hoa trong họ La bố ma. Loài này được (Griseb.) K. Schum. mô tả khoa học đầu tiên năm 1895.